# 桑地諾民族解放陣線
桑地諾民族解放陣線（西班牙語：Frente Sandinista de Liberación Nacional），簡稱桑解陣（FSLN），是尼加拉瓜的一个左翼政黨。该党得名于尼加拉瓜民族英雄奧古斯托·塞薩爾·桑迪諾。

## 成立背景

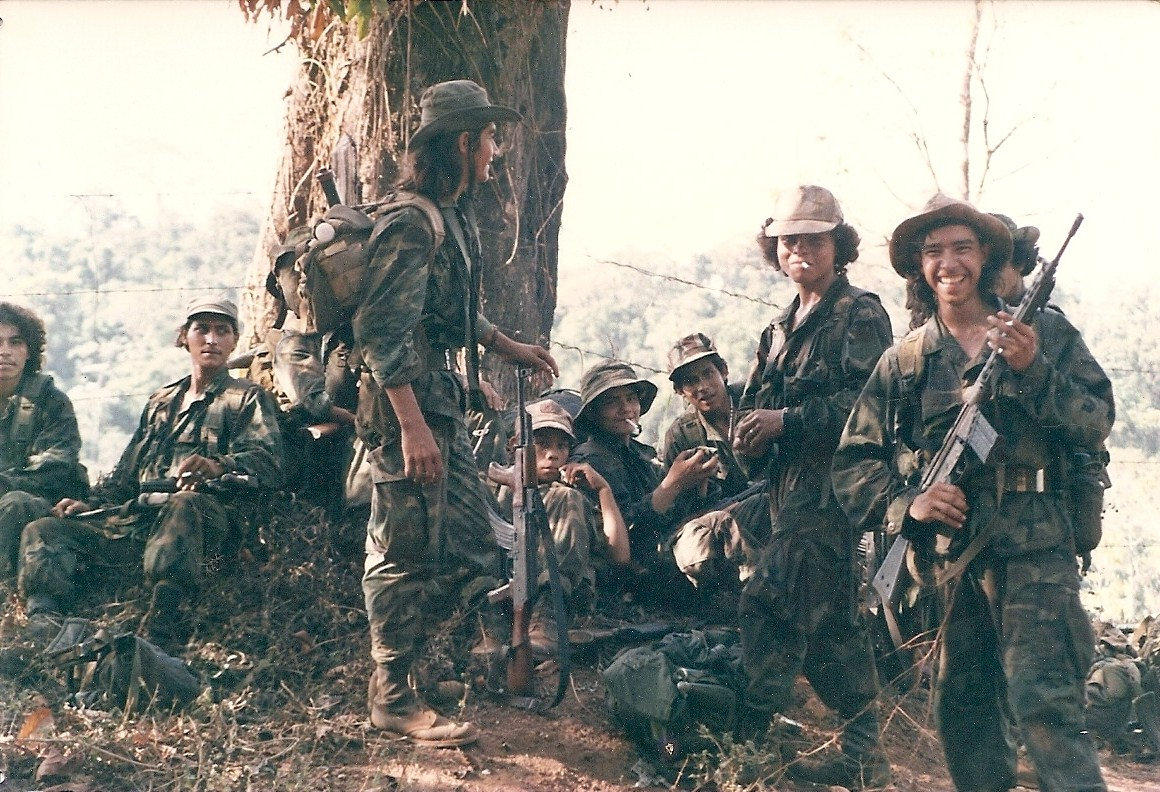
尼加拉瓜革命时期的桑解阵游击队战士

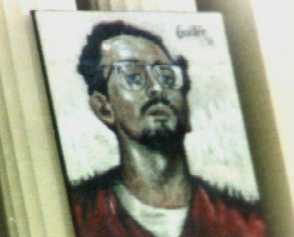
桑解阵创始人卡洛斯·丰塞卡

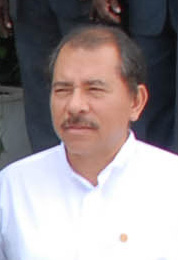
桑解阵现任主席丹尼尔·奥尔特加

桑解陣大約在1961年成立，创始人为卡洛斯·丰塞卡。經過長期武裝斗争後，1979年桑解陣的武裝部隊逼近首都馬納瓜，7月17日索摩查下台，桑解陣在7月19日進入馬納瓜，20日新政府內閣宣誓就職。其後桑解陣軍政府領導人丹尼爾·奧蒂嘉贏得1984年的首次民主總統選舉，但奧蒂嘉在1990年的選舉中落敗，此後該黨成為尼加拉瓜的主要反對黨直至2006年。

## 歷史
该党早期是尼加拉瓜一個左翼反政府組織，後來發展為一個社會主義政黨。美國曾認定它是共產黨，背後獲蘇聯和古巴的支持。
1979年，桑解陣在推翻统治長達43年的索摩查家族独裁政權后上台执政，建立国家重建军政府，丹尼尔·奥尔特加任协调员，实行一系列改革。1984年，在大選中勝出，继续执政直至1990年選舉失利下台。
桑解陣被指控於尼加拉瓜革命期間犯下不少暴行。在1990年尼加拉瓜大选中，该党被全国反对派联盟击败，从而失去执政地位。下台後，桑解陣在野長達17年。
2006年11月7日，丹尼尔·奥尔特加在尼加拉瓜總統選舉中獲勝，重新掌權。
2011年11月7日，丹尼尔·奥尔特加第三次在尼加拉瓜總統選舉中獲勝，以六成多高票再次執政。
2019年1月30日，社会党国际以“尼加拉瓜政府严重侵犯人权和民主价值观”为由，将桑解阵逐出社会党国际。
黨報為街壘報，黨刊為桑迪諾政權。桑解陣的名稱源自1930年代尼加拉瓜民族革命領袖奥古斯托·塞萨尔·桑地诺，以示民族獨立鬥爭傳統。
近年桑解陣主動改善與尼加拉瓜天主教會的關係。桑解陣總書記奧爾特加在2006年11月的尼加拉瓜總統選舉中勝出，桑解陣再次成為執政黨。該次選舉中，反桑解陣的政治力量各自推出候選人參選，分散了得票，造就奧爾特加能以不足4成的得票率當選，近年轉採取較溫和的社會經濟改革。